# Dybrzyk
Dybrzyk (Dybrzk) (kaszb. Jezoro Debrzk) – przepływowe jezioro rynnowe na Równinie Charzykowskiej w kompleksie leśnym Borów Tucholskich, w powiecie chojnickim województwa pomorskiego na wysokości 119,2 m n.p.m. Akwen jeziora jest połączony rynną Brdy z jeziorami Kosobudno i Łąckim. Charakteryzuje się wysokimi brzegami porośniętymi lasem sosnowym. Południowo-zachodni brzeg jeziora stanowi granicę Parku Narodowego „Bory Tucholskie”. Prowadzi tędy również "Szlak kajakowy rzeki Brdy".
Powierzchnia całkowita: 216,5 ha, maksymalna głębokość: 19 m.